# Sula (roman)
Pour les articles homonymes, voir Sula.
Sula est le deuxième roman écrit par l'écrivaine américaine Toni Morrison, paru en 1973.

## Résumé
C'est l'histoire d'une femme noire américaine, Sula. L'histoire se déroule dans un quartier réservé aux noirs dans l'Ohio, de 1919 à 1965. L'histoire a lieu dans un village appelé le Fond, qui est un quartier de Medallion dans l'Ohio. Un jour, Sula décide de quitter son village pour découvrir d'autres villes américaines. À son retour dans l'Ohio, Sula se rend compte que tout a changé, y compris son amie Nel, qui est maintenant mariée et a des enfants...

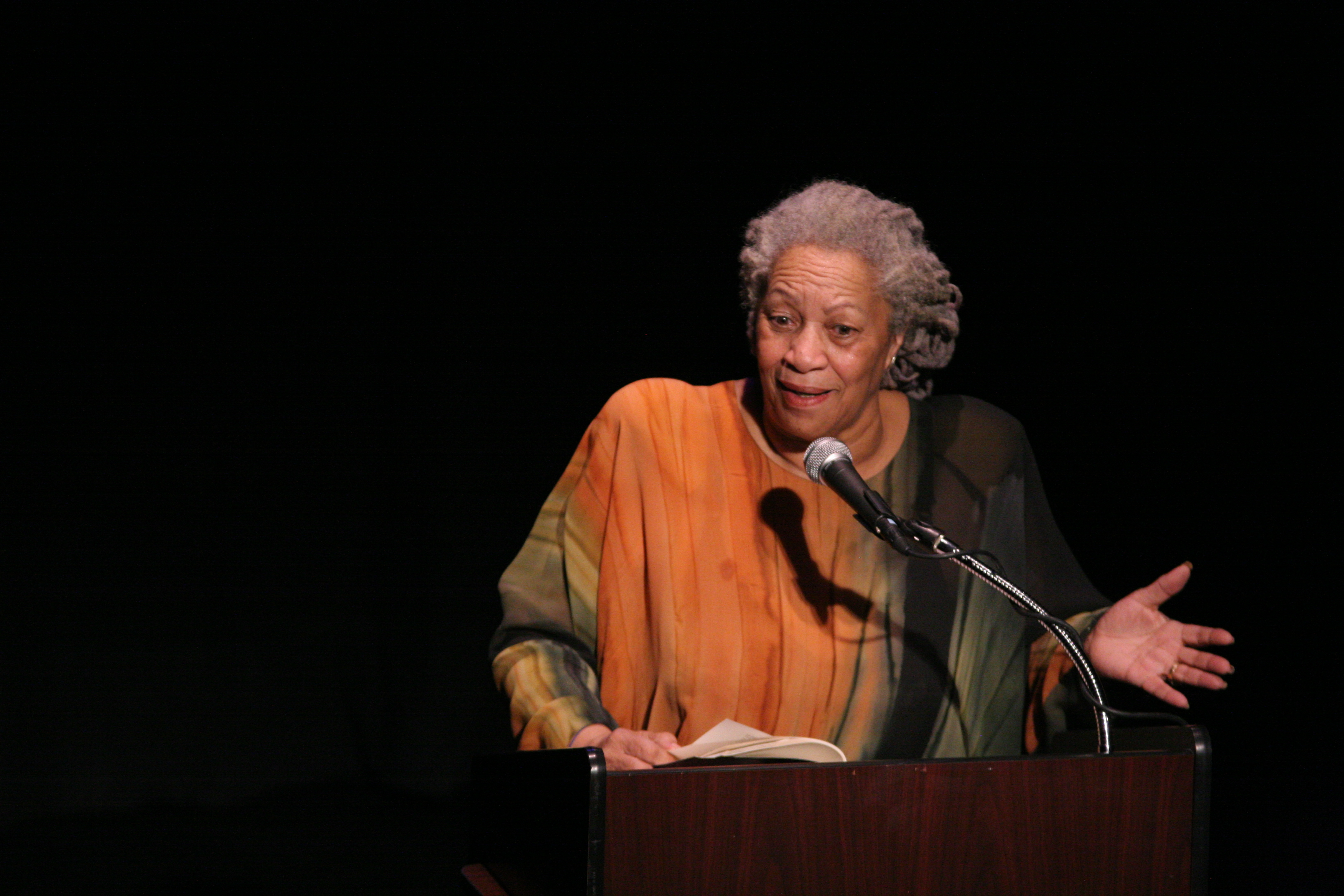
Toni Morrison en 2008

Nel Wright et Sula Peace, toutes jeunes filles filiformes, avaient douze ans en 1922. Nel était plutôt claire -couleur de papier de verre mouillé- échappant aux quolibets les plus acerbes et au mépris des vieilles femmes championnes des histoires de métissage de leur communauté. Sula était plus sombre, d'un marron brun avec de grands yeux paisibles, des yeux purs pailletés d'or.
À travers l'histoire de Sula, l'auteure aborde différents thèmes qui permettent de mieux cerner la vie d'une communauté noire mise à l'index par la société blanche et profondément raciste de cette époque. Toni Morrison fait ainsi un portrait à multiples facettes : celui de Sula, fille puis femme noire libre et donc scandaleuse, celui de Nel, son double qui choisit de se conformer aux règles de sa communauté en se mariant, celui de la vie des femmes noires, rendue extrêmement difficile à cause de la double contrainte d'être le "sexe faible" et la "race inférieure"... Ce livre dévoile également une analyse très fine du racisme dans ses multiples formes (de la plus frappante à la plus insidieuse) sous l'histoire d'une femme qui cherche à être libre dans un monde où elle a tout d'une prisonnière. Son combat est donc loin d'être facile et s'oppose à tout ce qu'elle rencontre : les Blancs, bien sûr, mais aussi la pression de sa propre communauté et même Nel, sa meilleure amie.
Ce livre est donc à la fois l'histoire de la révolte d'une femme et une tranche de l'Histoire des États-Unis.

## Personnages
- Sula Peace: Le personnage principal. Jeune fille intrépide et téméraire, qui devient par la suite le bouc émissaire de toute la ville pour son comportement anti-conformiste et son hédonisme. Signe particulier : une tache de naissance au-dessus de l'œil que certain considèrent comme une rose noire, comme un serpent, comme les cendres de sa mère ou bien comme un têtard.
- Eva Peace: la grand-mère unijambiste de Sula. Même si les circonstances ne sont jamais réellement expliquées, on pense qu'elle a intentionnellement placé sa jambe sous un train dans le but de toucher une importante prime d'assurance afin de garantir la subsistance de ses trois enfants.
- BoyBoy: Le grand-père de Sula, qui quitte Eva pour une autre femme.
- Hannah Peace: La mère de Sula; la plus grande fille d'Eva. Hannah est une femme insouciante qui donna naissance sans le vouloir à Sula alors qu'elle était très jeune. Elle s'enflamme près d'un poêle, et les habitants de la ville en voulant la sauver lui jettent de l'eau malheureusement bouillante. Elle meurt sur le chemin de l'hôpital. Mais Eva, sa mère, qui avait sauté par la fenêtre pour la sauver se trouve également dans l'ambulance. Elle est suspectée d'avoir tué sa fille avant qu'elle ne soit sauvée.
- Eva (Pearl) Peace: La tante de Sula; la plus jeune sœur d'Hannah, deuxième des trois enfants d'Eva.
- Plum (Ralph) Peace: L'oncle de Sula; le fils d'Eva, son plus jeune enfant. Plum est un vétéran de la Première Guerre mondiale, et est accro à l'héroïne. Eva le brûle vif avec du kérosène à cause de son instabilité mentale.
- Cécile : arrière-grand-mère de Nel, celle qui a élevé Helene. Femme pieuse. Elle meurt en 1920.
- Rochelle : la mère d'Helene et la grand-mère de Nel. C'est une prostituée créole, vêtue de jaune qui n'entretient pas de relation avec sa fille.
- Helene Wright: La mère de Nel, une personne morale et distinguée, mais qui adore manipuler son entourage, particulièrement sa jeune fille. Ainsi elle tente de priver cette dernière de toute émotion, lui donnant une éducation stricte et religieuse .
- Nel Wright: La meilleure amie de Sula (on peut également la considérer comme personnage principal) qui ne veut pas devenir comme sa mère, surtout car elle ne veut pas se laisser humilier par d'autres personnes, contrairement à sa mère (voir l'incident du train).
- Shadrack: Un paranoïaque, "shell-shocked" durant la Première Guerre mondiale, donc vétéran, qui retourne dans la ville natale de Sula et Nel, Medallion. Personnage obscène, exhibitionniste. Il invente le National Suicide Day, seul et unique jour où les gens ont le droit de tuer ou bien de se suicider, à la suite d'un choc de guerre, où il a vu un de ses camarades être décapité. La seule visite qu'il reçoit est celle de Sula qui est persuadée que celui-ci a vu la mort de Chicken Little. Personnage qui ne meurt pas.
- Jude: Le mari de Nel, qui la quitte après une relation avec Sula.
- Ajax (Albert Jacks): Le confident et amant de Sula.
- Tar Baby (Pretty Johnnie): Un homme calme, craintif, et réservé qui loue l'une des chambres de la propriété des Peace. Seul personnage blanc du roman.
- The deweys: Trois jeunes garçons, chacun âgé de plus ou moins un an vis-à-vis des deux autres, qui furent chacun surnommés "Dewey" par Eva. Leur réelle identité n'est jamais mentionnée dans le roman, et après l'introduction de ces personnages, les trois commencent à être mentionnés comme un seul et même être, et de ce fait il n'y a plus de majuscule à "dewey" jusqu'à la fin de l'œuvre.
- Chiken Little: Petit garçon accidentellement noyé par Sula avec la complicité de Nel lorsque les deux amies ont 12 ans.